# Volim te, mrzim te
"Volim te, mrzim te" prvi singl ženskog pop i dance sastava Feminnem s albuma Feminnem Show. Izdan je 2004. godine.

## Popis pjesama
| 1.   | »Volim te, mrzim te« | 2:47 |
| 2:47 |                      |      |

## Povijest izdavanja
| Država              | Datum | Producentska kuća | Format                      |
| ------------------- | ----- | ----------------- | --------------------------- |
| Hrvatska            | 2004. | Croatia Records   | airplay, digitalni download |
| Bosna i Hercegovina | 2004. | Croatia Records   | airplay, digitalni download |
| Ostatak svijeta     | 2004. | Croatia Records   | airplay, digitalni download |

## Vanjske poveznice
- "Volim te, mrzim te" na crorec.hr